# 비산도서관 (대구)
비산도서관은 대구광역시 서구의 도서관이다.

## 연혁
- 2016년 6월 29일 개관.